# Aeroportul Amman Civil
Aeroportul Amman Civil (IATA: ADJ, ICAO: OJAM) este un aeroport din Amman, Guvernoratul Amman, Iordania ce deservește zona Amman. A fost numit după zona deservită.
Situat la o altitudine de 779 m, aeroportul dispune de o singură pistă.